# Festival Mémoire et Racines
Le Festival Mémoire et Racines est un festival de musique traditionnelle québécoise ayant lieu en juillet à Saint-Charles-Borromée, dans la région de Lanaudière au Québec.

## Le festival
Depuis sa première édition en 1995, le festival propose une programmation principalement composée de musique traditionnelle québécoise, mais aussi, par extension, de musiques traditionnelles d'autres pays (notamment des États-Unis, d'Irlande, de France, d'Amérique latine) ou encore de musique folk.
Les trois jours du festival (du vendredi au dimanche) se déroulent dans le parc Saint-Jean-Bosco, près de la rivière l'Assomption. Depuis 2009, le festival organise aussi un « pré-festival » sous la forme de concerts gratuits au cœur de la ville voisine de Joliette les jours précédant le festival.
La programmation du festival comporte des concerts (dont certains selon des formules complètement acoustiques), des veillées de danse et des spectacles de conte. Le festival organise aussi plusieurs ateliers d'initiation aux arts traditionnels, tels que des ateliers de podorythmie, de violon traditionnel, de gigue, etc.

## Artistes notables
Plusieurs artistes notables se sont produits au Festival Mémoire et Racines, en voici quelques exemples :
Artistes québécois ou franco-canadiens : La Bottine souriante, Le Vent du Nord, Les Charbonniers de l'enfer, Michel Faubert, Vishtèn, Sébastien Dubé
Artistes internationaux : Solas (Irlande/États-Unis), Arty McGlynn et Matt Molloy (Irlande), Kongero (Suède) 